# Ana Lucia Cortez
Ana Lucia Cortez je fiktivní postava v televizním seriálu Ztraceni. Ztvárnila ji herečka Michelle Rodriguez. Byla jednou z přeživších z Letu 815 a vedla trosečníky ze zadní části letadla. Postava Any Lucii se poprvé objevuje ve flashbacku Jacka během finále první série.

## Před havárií
Ana Lucia byla důstojníkem u policie v Los Angeles. Měla konflikt se svým nadřízeným, která byla shodou okolností její matka. Ana Lucia měla přítele jménem Danny a otěhotněla s ním. O dítě však přišla, když byla postřelena zlodějem. Poté strávila několik měsíců fyzickými a psychologickými terapiemi, v té době ji Danny opustil. Ana Lucia se poté vrátila do služby, ale ne na dlouho. Když byl muž, který ji postřelil zatčen a ona ho měla identifikovat, řekla, že jej nezná. Když ho propustili, počkala si na něj před barem a zastřelila ho.
Ana Lucia tak odložila policejní odznak a našla si práci na letišti jako bezpečnostní služba. V baru na letišti potkala Christiana Shepharda, který chtěl, aby s ním letěla do Sydney, jako „bodyguard“. Oba si říkali falešnými jmény: „Tom“ a „Sarah“. V Sydney Ana Lucia zakročila při hádce Christiana se ženou, když chtěl vidět svou dceru. Poté Ana Lucia chtěla Christiana přemluvit, aby se vrátil do USA, ale on odmítl a jejich cesty se rozešly.
Ana Lucia si koupila lístek na Let 815, chtěla se vrátit do Los Angeles. Před odletem zavolala své matce a omluvila se jí, a řekla, že se chce vrátit domů. Potom potkala v baru na letišti Jacka, se kterým trochu flirtovala. Domluvili se, že se navštíví během letu, Ana Lucia Jackovi řekla, že má sedadlo 42F, v zadní části letadla.

## Po havárií
Po dopadu zadní části do oceánu dělala Ana Lucia co nejvíc, aby ostatním přeživším pomohla, zachránila třeba Bernarda ze stromu. Ještě té noci po havárii byli trosečníci přepadeni Druhými. Ana Lucia se spřátelila s Libby a s Goodwinem a společně se snažili přijít na to,co se vlastně děje. Po několika nocích přišli Druzí znovu a unesli dalších 9 lidí. Ana Lucia jednoho z Druhých zabila a našla u něj seznam obětí. Usoudila tak, že je mezi nimi vetřelec. Podezírala muže jménem Nathan, sledovala ho a pronásledovala, až jej nakonec uvěznila. Ten ale utekl a Ana Lucia se s některými z přeživších vydala ho hledat hlouběji do vnitrozemí a objevili stanici Šíp. Ana Lucia se vydala společně s Goodwinem dále za kopec a tam mu řekla, že on je ten zrádce. Při boji s ním nabodla Goodwina na tyč a usmrtila ho. Pak se vrátila ke svým lidem a řekla jim, že nyní jsou už v bezpečí. Libby a Cindy poté přivedly Jina, kterého objevili, jak se u břehu umývá. Ten jim ale utekl a Ana Lucia se ho vydala pronásledovat. Nakonec chytili kromě Jina i Michaela a Sawyera a uvěznili je v jámě. Ana Lucia předstírala, že ji chytili také a dozvěděla se od nich, že jsou přeživší z přední části letadla. Nakonec je propustila a rozhodla se odejít do jejich tábora. Do oka si ale nepadla se zraněným Sawyerem a při mnoha příležitostech jej chtěla nechat napospas ostrovu.
Když už se blížili k pláži, ztratili Cindy a uslyšeli jakýsi šepot. V sebeobraně zastřelila Ana Lucia Shannon, o které si myslela, že jedna z Druhých. Cítila vinu, a chtěla odejít, nakonec ji ale Libby přemluvila, aby pokračovala. Ana Lucia se a pláži spřátelila s Jackem a po honičce za Michaelem se jí zeptal, jestli umí vycvičit armádu. Po falešném přepadení Sun byla podezřívána právě ona, nakonec to byla ale jen zástěrka k tomu, aby se Sawyer dostal ke zbraním. Pak pozval Locke Anu Luciu do poklopu, kde měla vyslechnout muže se jménem „Henry Gale“, ze kterého dostala mapu k jeho havarovanému balónu. Vydala se k němu společně se Sayidem a Charliem a opravdu balón objevili, stejně jako hrob, který Gale popsal. Ale právě v horbě ležel skutečný Henry Gale a tak se vrátili do poklopu a vše ostatním vyjasnili.
Ana Lucia mluvila s oním údajným Henry Galem ještě jednou, ale ten na ni zaútočil, zachránil ji až Locke. Ana Lucia toužila po pomstě a tak se vydala za Sawyerem a ukradla mu zbraň. Vrátila se do úkrytu a chtěla Henryho zabít, ale cítila, že to nedokáže. A tak svěřila tento úkol Michaelovi, kterému předala zbraň. Ten ale nezabil Galea, nýbrž ji, střelou do hrudníku.
Po své smrti se ještě objevila ve snu Pana Eka, ve kterém mu řekla, že má pomoci Lockovi. Ana Lucia byla poté pohřbena vedle Libby, kterou Michael zastřelil společně s ní.
Poslední zmínka o Aně Lucii je, když je Jack navštíven Cindy ve svém vězení u Druhých. Ta se ho ptá, jak se jí daří, Jack na ni začne křičet.

## Jméno
Její křestní jméno je na oficiálních stránkách Lost psáno jako „Ana Lucia“ a dvakrát jako „Ana-Lucia“. Nejspíš jsou možné oba způsoby psaní, ani jeden není jakkoli potvrzen, její jméno se totiž oficiálně na obrazovce neobjevilo.

## Spekulace o smrti postavy a řízení v opilosti
Producenti shledali, že smrt Any Lucii nevzbudí v publiku moc antipatií, její postava nebyla moc oblíbená, a tak tvůrci nechali zemřít i Libby, která byla více oblíbená. Někteří lidé spekulovali, že smrt postavy Any Lucii souvisí s incidentem řízení v opilosti, kterého se dopustila herečka Michelle Rodriguez (stejného přestupku se dopustila i Cynthia Watrosová, herečka hrající postavu Libby, která zemřela společně s Anou Lucii). Tyto spekulace ale byly vyvráceny oběma tvůrci i herečkou samotnou.

## Nezodpovězené otázky
- Byla Ana Lucia někdy vdaná?

- Kdo jí na letišti volal?

- Proč Ana Lucia tvrdila, že letadlo bylo ve vzduchu asi 2 hodiny, když pilot a letuška Cindy říkali, že 8 hodin?